# Jure Galić (književnik)
Jure Galić (zvani Rojak) (Bijača, Ljubuški, 20. rujna 1921. - Sarajevo, 4. prosinca 2016.), hrvatski književnik iz BiH, romanopisac, sudionik narodnooslobodilačkog rata na području Jugoslavije.

## Životopis
Rodio se je 1921. u Bijači. U Gabeli je završio osnovnu školu, a u Metkoviću stolarski zanat. Studirao u Sarajevu gdje je diplomirao pravo. Godine 1940. postao je član KPJ. Bio je pripadnik Biokovskog partizanskog odreda od njegova osnutka 7. lipnja 1942. godine te dugogodišnji predsjednik SUBNOR-a BiH.

## Djela
Napisao je romane:
- Nepokoreno selo (memoari - uspomene iz NOB-a, roman, 1956., 2. izdanje 1962.)
- Pod nebom Biokova (roman, 1959.)
- Radi grumena zemlje (roman, 1972.)
- Na rubu beskraja (roman, 1979.)
- Prelom (roman, 1984.)

Suautor u knjizi Povodom 65. godišnjice Pobjede nad nacifašizmom : Dan mladosti - radosti, Kumrovec, 22. V. 2010. godine (urednik Tomislav Badovinac).